# Елеонора Нормандська
Елеонора Нормандська (англ. Eleanor of Normandy; бл. 1012—1071) — нормандська аристократка, дружина графа Фландрії Болдуїна IV.
Елеонора народилася між 1011 і 1013 роками в Нормандії у родині Річарда II, герцога Нормандії, і Юдити Бретанської. Елеонора мала двох сестер і трьох братів, у тому числі Роберта I, герцога Нормандського, батька Вільгельма Завойовника. У 1017 році, коли Елеонора була ще дитиною, померла її мати Юдита. Герцог Річард одружився з Поппою з Енвермеу, від якої мав ще двох синів.
У 1031 році вона вийшла заміж за Балдуїна IV, графа Фландрії. Чоловік був приблизно на 30 років старший за неї і це був його другий шлюб. Він мав сина і спадкоємця, Балдуїна V, від першого шлюбу з Огів Люксембурзькою. Елеонора стала графинею Фландрською після одруження з Балдуїном IV, у подружжя була одна дочка:
- Юдита (1033 — 5 березня 1094)[5], вперше вийшла заміж за Тостіга Годвінсона[6], графа Нортумбрії, в друге за Вельфа I, герцога Баварії[7].

Елеонора померла у Фландрії десь після 1071 року. Її чоловік помер у 1035 році, через два роки після народження їхньої єдиної дитини.
Незважаючи на її іменування у сучасних джерелах, невідомо чи було ім'я Елеонора була її власним іменем. Елеонора Аквітанська, яка жила століттям пізніше (і вийшла за Генріха II, короля Англії, праправнука Роберта, брата Елеонори Нормандської), є першою людиною в історії, яка достеменно носила ім'я Елеонора.